# Uroleucon zymozionense
Uroleucon zymozionense är en insektsart som först beskrevs av Frank Hall Knowlton 1946.  Uroleucon zymozionense ingår i släktet Uroleucon och familjen långrörsbladlöss. Inga underarter finns listade i Catalogue of Life.